# Monumento a la columna Sagardía
El monumento a la columna Sagardía, también llamado Águila de Sagardía, es una estructura de hormigón y mármol de origen franquista en el término municipal de Cilleruelo de Bricia en la provincia de Burgos (España). Fue levantado en 1940 a raíz de la participación del general Antonio Sagardía Ramos y la 62.ª División en la ofensiva del Norte como parte de la sublevación militar de 1936 y su entrada a la ciudad de Santander en 1937. En la actualidad permanece en estado de abandono sobre los páramos de La Lora y ha sido vandalizada.

## Historia
El monumento se construyó tras finalizar la guerra civil en 1940 por la intervención del general Antonio Sagardía Ramos y la 62.ª División del Ejército de Navarra en la ofensiva del norte. Este frente de 80 km recorría los páramos entre Revilla de Pomar y Cilleruelo de Bricia. Consiguieron el objetivo de defender la zona de un ataque a Burgos desde el norte y avanzaron a la ciudad de Santander.
Una vez terminado el conflicto, la propaganda franquista mandó a levantar la estructura en 1940, diseñada por los arquitectos Eduardo Olasagasti y José Antonio Olano y cuya obra estuvo a cargo de construcciones Altuna. En el mismo año se editó un libro autobiográfico de Sagardía, donde se lee lo siguiente en el prólogo:

«Les prometí a mis muchachos dos cosas para realizarlas al final de la guerra: un monumento y un libro. El monumento ya está elevado en tierras de La Lora, tan pródigamente regadas con su sangre.»
Antonio Sagardía Ramos

## Estructura

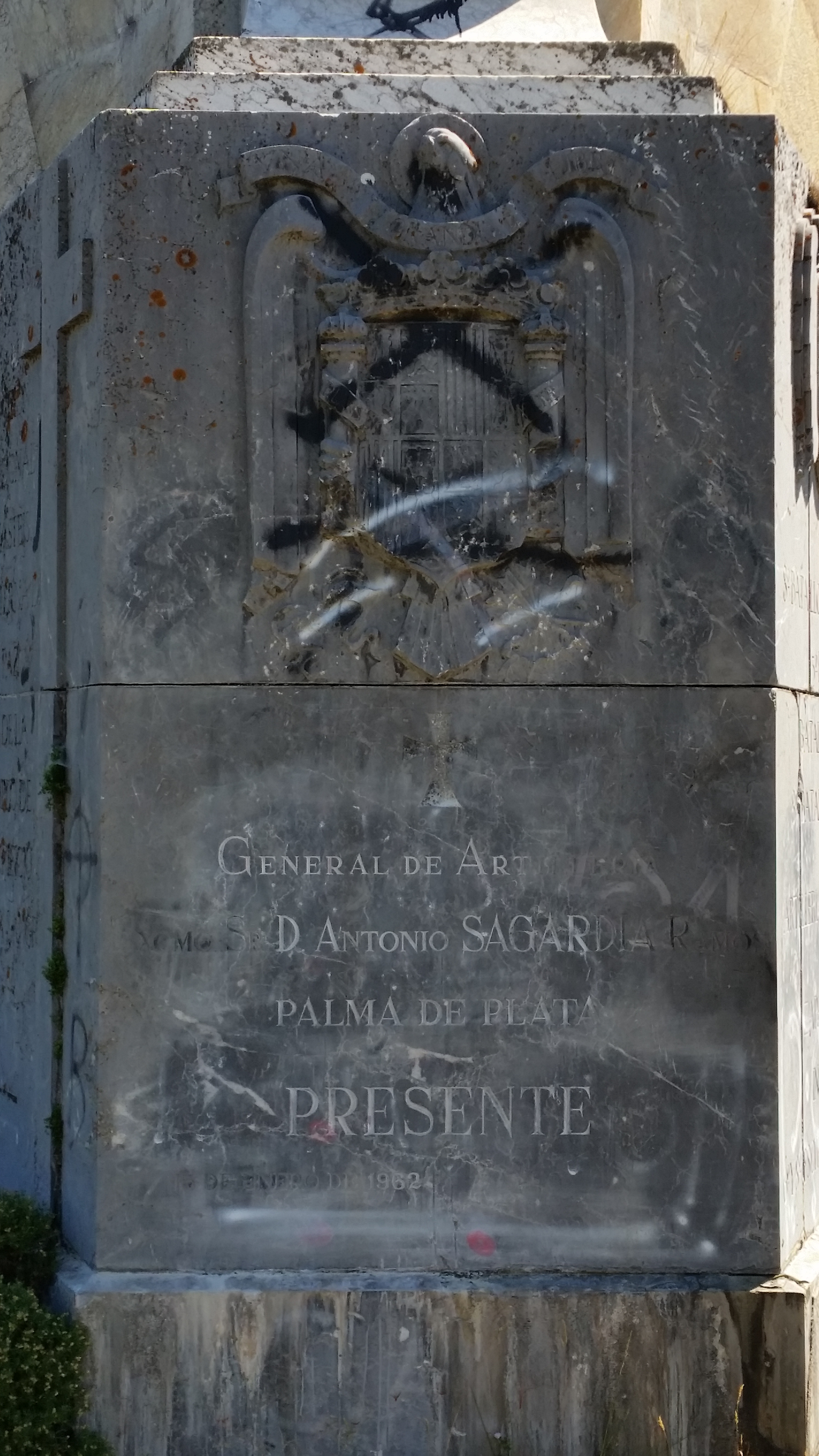
Las inscripciones de la base han sido objeto de vandalismo y se encuentran deterioradas.

El monumento consiste en un macizo de hormigón y mármol que representa a un águila imperial preparada para alzar el vuelo, situada sobre una base que recoge en inscripciones a los miembros de la 62.ª División y las batallas que libraron, así como un lema típico del franquismo: «¡Presente!». El conjunto también presenta una lápida conmemorativa en el suelo y dos columnas que flanquean la entrada.